# 미즈카와 아사미
미즈카와 아사미(일본어: 水川 あさみ, 1983년 7월 24일 ~ )는 일본의 배우이다.
오사카부 출신. sucre 소속.

## 내력
이바라키 시립 아시하라 초등학교, 이바라키 시립 히라타 중학교를 거쳐, 호리코시 고등학교를 졸업했다.
초등학교 고학년 즈음, 어머니의 지인의 소개로 예능 사무소에 들어간다. 1996년, 아사히 카세이 〈노벨 하우스〉의 CM으로 데뷔. 2001년에는 제3회 미스 도쿄 워커에 선택되어, 다음 2002년, 영화 《검은 물 밑에서》에 출연해, 주목을 받았다.
2003년, 《시부야 괴담》으로 영화 첫 주연. 2008년, 《꿈을 이루어주는 코키리》로 연속 드라마 첫 주연. 2011년, 대하드라마 《고우~공주들의 전국~》에서는 주인공의 작은 언니·하츠 역을 연기했다. 2013년, 《쉐어 하우스의 연인》으로 골든 타임의 연속 드라마에 첫 주연을 한 외, 무대 《격동-GEKIDO-》으로 30대에 첫 일, 10년 만에 2번째 무대 출연을 해 무대 첫 주연을 맡았다.

## 인물
- 특기는 발레와 서예.
- 풍모로부터 〈쿨 뷰티〉라고 듣는 일도 많은 반면, 시원시원하고 잘 웃는 성격이다[3].
- 여배우 하마오카 마야[4] 나 에이쿠라 나나[5], 나가사와 마사미, 우에노 쥬리, 술 친구인 토다 에리카, 그 외 도모토 츠요시, 드렁크 드래곤의 츠카지 무가와 교류가 있다.
- 가수겸배우마츠모토준하고는 호리코시고등학교동갑이자동급생이다.

## 출연

### 영화
- 극장판 킨다이치 소년의 사건부 〈상하이 인어 전설〉 (1997년, 닛폰 TV·토호) - 양 레이리 역
- 두근두근 메모리얼 (1997년, 후지 TV·토에이)
- 달려라! 이치로 (2001년, 토에이) - 시마다 아리사 역
- GO (2001년, 토에이) - 치마저고리 소녀 역
- 검은 물 밑에서 (2002년, 토호) - 마츠바라(하마다) 미치코 역
- 라스트 신 (2002년, 오즈) - 불치병 소녀 역
- 사루 (2003년, 아르고 픽처즈) - 이이누마 아야코 역
- 시부야 괴담 (2003년, 파이오니어 LDC) - 주연·야지마 리에카 역
- 시부야 괴담 2 (2003년, 비터즈 엔드) - 야지마 리에카 역
- PIKA☆☆NCHI LIFE IS HARD 그래서 HAPPY (2004년, J Storm) - 카모가와 야요이 역
- 69 sixty nine (2004년, 토에이) - 나가야마 미에 역
- 이즈 에이 [is A.] (2004년, 필름 파트너즈) - 우사기 역
- 심홍 (2005년, 토에이) - 츠즈키 미호 역
- 절대공포 Pray 프레이 (2005년) - 주연·마키 역
- 스쿨 데이즈 (2005년) - 나츠미 역
- 싸움꾼 (2005년, 드림 스테이지 엔터테인먼트) - 츠키네 역
- 아직도 위험한 형사 (2005년, 닛폰 TV·토에이) - 유우키 리사 역
- 같은 달을 보고 있다 (2005년, 토에이) - 우정 출연
- 내일의 기억 (2006년, 토에이) - 이쿠노 케이코 역
- 서유기 (2007년, 토호) - 링링 역
- 아이 엠 I am. (2008년, 닛폰 스카이웨이) - 주연·미키 역
- 카멜레온 (2008년, 토에이) - 코이케 요시코 역
- 노다메 칸타빌레 최종악장 전편/후편 (2009년/2010년, 토호) - 미키 키요라 역
- 피안도 (2010년, 워너 엔터테인먼트 재팬) - 레이 역
- 이번은 애처가 (2010년, 토에이) - 요시자와 란코 역
- 오오키가의 즐거운 여행~신혼지옥편 (2011년, 가가) - 오오키 사키 역
- RETURN 하드 버전 (2013년, 아크 엔터테인먼트) - 캬라 역
- 바이 로케이션 겉/속 (2014년, KADOKAWA) - 주연·타카무라 시노부/키리무라 시노부 역
- PIKA★☆★NCHI LIFE IS HARD 아마도 HAPPY (2014년, J Storm) - 카모가와 야요이 역
- 태양이 앉는 자리 (2014년, 팬텀 필름) - 주연·타카마 쿄코 역
- 근거리 연애 (2014년, 토호 영상 사업부) - 타키자와 미레이 역
- 후쿠후쿠쇼의 후쿠 짱 (2014년, 팬텀 필름) - 스기우라 치호 역
- 후처업의 여자 (2016년, 토호) - 미요시 마유미 역

### 드라마
- 명탐정 보건실 아줌마 제9화 (1997년, TV 아사히)
- 춤추는 대수사선 제3화 (1997년, 후지 TV)
- 소년 서스펜스 〈비주얼 밴드 살인사건!〉 (1998년, TV 아사히)
- 미소녀H 〈17세의 기록〉 (1998년, 후지 TV)
- 미소녀H2 〈봄버 걸〉 〈18세의 거짓말〉 (1998년, 후지 TV)
- 타블로이드 제1화 (1998년, 후지 TV) - 카츠라기 미카 역
- P.A. 프라이빗 액트리스 (1998년, 닛폰 TV) - 쿄노 스즈카 역
- 하쿠센 나가시 ~20세의 바람 (1999년, 후지 TV) - 나가이 히토미 역
- 위험한 방과 후 (1999년, TV 아사히) - 이시이 역
- NHK 드라마관 〈질풍처럼〉 (1999년, NHK)
- 소시민 켄 (1999년, 후지 TV) - 야마모토 타에코 역
- 헤어지는 두 사람의 사건부 제2화 (2000년, TV 아사히)
- 도쿄 폭탄 (2000년, WOWOW)
- 하나무라 다이스케 (2000년, 칸사이 TV) - 쿠로타 에리 역
- 카바치타레! 제4화 (2001년, 후지 TV) - 츠네코 역
- R-17 제3·4화 (2001년, TV 아사히) - 미야우치 케이코 역
- 내일이 있잖아 제9화 (2001년, 닛폰 TV) - 하시모토 쿠미코 역
- 안녕, 오즈 선생님 (2001년, 후지 TV) - 시노다 에리 역
- 롱 러브레터~표류교실~ (2002년, 후지 TV) - 이치노세 카오루 역
- 모시치의 사건부 신 불가사의 책자 제1화 (2002년, NHK) - 오요우 역
- 마케구미 킥오프 (2002년, TV 아사히)
- 괴담 백가지 이야기 〈늑대남〉 (2002년, 후지 TV)
- 더블 스코어 최종화 (2002년, 후지 TV)
- 미녀 혹은 야수 제6화 (2003년, 후지 TV) - 마이코 역
- 스무살-1982년에 태어나- (2003년, 후지 TV) - 키쿠치 유코 역
- P&G 팬틴 드라마 스페셜 웃는 얼굴 세러피 (2003년, 후지 TV) - 주연·시라이 카오리 역
- 다이아몬드 걸 제8화 (2003년, 후지 TV) - 코모리 하루미 역
- 오오쿠 제5 ~ 6화 (2003년, 후지 TV) - 오소노 역
- Stand Up!! 제6 ~ 9화 (2003년, TBS) - 쿠라모토 미유키 역
- 에 아로르 그게 뭐 어쨌는데 (2003년, TBS) - 스기 노리코 역
- 아내는 요술쟁이 (2004년, TBS)
- 프라이드 제4화 (2004년, 후지 TV) - 히라타 마리코 역
- 마더 & 러버 (2004년, 칸사이 TV) - 미즈노 케이 역
- 드라마W 숙명 (2004년, WOWOW) - 우류 소노코 역
- anego 최종화 (2005년, 닛폰 TV)
- 텔레비전1 스테이지15 〈오다이바 모험왕 SP 남자친구 선언!!〉 (2005년, 후지 TV) - 주연·후지사와 레이 역
- 목요 미스테리9 〈에도 마크베인~살의~〉 (2005년 9월 14일, TV 도쿄)
- 극단 연기자. 〈집이 멀어.〉 (2005년, 후지 TV) - 토야마의 누나 역
- 연속 TV 소설 바람의 하루카 (2005년, NHK 오사카) - 키우치 나나에 역
- 서유기 (2006년 1월 ~ 3월, 후지 TV) - 링링 역
- 의룡-Team Medical Dragon- (2006년 4월 ~ 6월, 후지 TV) - 사토하라 미키 역
- 명탐정 코난 드라마 스페셜 〈쿠도 신이치에게 보내는 도전장~작별 인사까지의 프롤로그~〉 (2006년 10월 2일, 요미우리 TV) - 니시다 마이 역
- 노다메 칸타빌레 (2006년 10월 ~ 12월, 후지 TV) - 미키 키요라 역
- 대하드라마 풍림화산 제9회 ~ (2007년, NHK) - 히사 역
- 필살사업인 2007 (2007년 7월 7일, ABC/TV 아사히) - 타마쿠시 역
- 야마다 타로 이야기 제6화 (2007년 8월 10일, TBS) - 코타니 칸 역
- 벌거벗은 대장~방랑의 벌레가 움직이기 시작했기 때문에~ (2007년 9월 1일, 후지 TV) - 헤로인·요네야마 요메코 역
- 의룡-Team Medical Dragon-2 (2007년 10월 ~ 12월, 후지 TV) - 사토하라 미키 역
- 맛있는 밥 카마쿠라·카스가이점 (2007년 10월 ~ 12월, TV 아사히) - 카스가이 카에데 역
- 플라이트 패닉 (2007년 10월 20일, 후지 TV) - 야나기모토 메구미(성인) 역 (우정 출연)
- 사랑의 헛소동 드라마 스페셜 제3화 〈죽이고 싶은 여자〉 (2007년 11월 30일, 닛폰 TV) - 주연·니시 아야노(니시카와 아야코) 역
- 노다메 칸타빌레 신춘 스페셜 IN 유럽 (2008년 1월 4·5일, 후지 TV) - 미키 키요라 역
- 교섭인~THE NEGOTIATOR~ (2008년 1월 24·31일, TV 아사히) - 유키코 역
- 라스트 프렌즈 (2008년 4월 ~ 6월, 후지 TV) - 타키가와 에리 역
- 벌거벗은 대장~미야자키의 벌레가 웃기 때문에~ (2008년 5월 24일, 후지 TV) - 요네야마 요메코 역
- 33분 탐정 (2008년 8월 ~ 9월, 후지 TV) - 무토 리카코 역
- 꿈을 이루어주는 코끼리 (남자의 성장 편) (2008년 10월 2일, 닛폰 TV/요미우리 TV) - 호시노 아스카 역 (특별 출연)
- 꿈을 이루어주는 코끼리 (여자의 행복 편) (2008년 10월 ~ 12월, 닛폰 TV/요미우리 TV) - 주연·호시노 아스카 역
- 벌거벗은 대장~후지산에 가짜가 나타났기 때문에~ (2008년 10월, 후지 TV) - 요네야마 요메코 역
- 필살사업인 2009 신춘 스페셜 (2009년 1월 4일, ABC/TV 아사히) - 타마쿠시 역
- 4밤 연속 드라마·혈액형별 여자가 결혼하는 방법♪ (2009년 2월 23일 ~ 26일, 후지 TV) - AB형 여자 하루카와 사치에 역
- 돌아온 33분 탐정 (2009년 3월 ~ 4월, 후지 TV) - 무토 리카코 역
- 갓 해느 테루 (2009년 4월 ~ 5월, TBS) - 시노미야 코즈에 역
- 오르트로스의 개 (2009년 7월 ~ 9월, TBS) - 하세베 나기사 역
- BUNGO -일본 문학 시네마- 〈굿 바이〉 (2010년 2월 24일, TBS) - 키누코 역
- 연속 드라마W 판도라II 기아열도 (2010년 4월 18일 ~ 5월 30일, WOWOW) - 타키구치 시오리 역
- 강아지 경찰 아저씨 (2010년 7월 4일, TBS/마이니치 방송) - 주연·이시하라 마유미(MAYU) 역
- 대하드라마 고우~공주들의 전국~ (2011년, NHK) - 하츠→죠코인 역
- 개를 기른다는 것~스카이와 우리집의 180일~ (2011년 4월 ~ 6월, TV 아사히) - 혼고 사치코 역
- 사랑해~인연~ (2011년 9월 21일, 닛폰 TV) - 스마 카나 역
- 기묘한 이야기 2011년 가을 특별편 〈베이비 토크 A정〉 (2011년 11월 26일, 후지 TV) - 주연·야스다 치아키 역
- 37세에 의사가 된 나~연수의 순정 이야기~ (2012년 4월 ~ 6월, 칸사이 TV) - 사와무라 미즈키 역
- 연속 드라마 W 죄와 벌 A Falsified Romance (2012년 4월 ~ 6월, WOWOW) - 아메야 에치카 역
- BS 시대극 사루토비 3세 (2012년 10월 ~ 11월, NHK BS 프리미엄) - 오이치 역
- 쉐어 하우스의 연인 (2013년 1월 ~ 3월, 닛폰 TV) - 주연·츠야마 시오 역
- 텐마 씨가 간다 최종화(Episode.9) (2013년 9월 23일, TBS) - 소바바방 역 (초 우정 출연)
- 실연 쇼콜라티에 (2014년 1월 ~ 3월, 후지 TV) - 이노우에 카오루코 역
- 의룡-Team Medical Dragon-4 최종화 (2014년 3월 20일, 후지 TV) - 사토하라 미키 역
- 도쿄 스칼릿~경시청 NS계 (2014년 7월 ~ 9월, TBS) - 주연·나루타키 안 역
- 고스트라이터 (2015년 1월 ~ 3월, 후지 TV) - 카와하라 유키 역
- 일지도 모르는 여배우들 (2015년 6월 23일, 후지 TV) - 주연·미즈카와 아사미 역
- 나를 보내지 마 (2016년 1월 ~ 3월, TBS) - 사카이 미와 역
- 마츠모토 세이쵸 드라마 스페셜·지방지를 사는 여자~작가·스기모토 류지의 추리 (2016년 3월 12일, TV 아사히) - 타사카 후지코 역

### 무대
- 보병의 본령 soldier's mind (2005년 1월 21일 ~ 2월 6일, 키노쿠니야 서던 시어터)
- 격동-GEKIDO- (2013년 8월 23일 ~ 9월 2일, 신국립극장 중극장) - 주연·카와시마 요시코 역
- THE 39 STEPS (2014년 10월 23일 ~ 11월 3일, 텐노즈 은하 극장)
- 지옥의 오르페우스 (2015년 5월 7일 ~ 31일, 도쿄 시어터 코쿤) - 캐럴 역

### PV
- EXILE 〈HEART of GOLD〉 (2004년)
- FAKY 〈The One〉 (2014년)